# 羅克西 (密西西比州)
羅克西（英語：Roxie）是位於美國密西西比州富蘭克林縣的城鎮。

## 人口
根據2020年美國人口普查的數據，羅克西的面積為4.55平方千米，皆為陸地。當地共有人口469人，而人口密度為每平方千米103人。